# دانشگاه ناروپا
دانشگاه ناروپا یک موسسه آموزش عالی واقع در بولدر است. این دانشگاه سال ۱۹۷۴ با تمرکز اولیه بر روی آموزه‌های مذهب بودایی تأسیس شد. هم‌اکنون در حدود ۳۰۰ دانشجو در زمینه‌های روانشناسی، محیط زیست، هنر و مطالعات مذهبی در این دانشگاه در حال تحصیل هستند.